# Championnats du monde d'aviron 1977
Navigation
Édition précédente Édition suivante
Les championnats du monde d'aviron 1977, septième édition des championnats du monde d'aviron, ont lieu du 19 au 28 août 1977 à Amsterdam, aux Pays-Bas.

## Médaillés

### Hommes
| Épreuves     | Or | Or      | Argent | Argent  | Bronze | Bronze  |
| ------------ | --- | ------- | --- | ------- | --- | ------- |
| M1x          | Allemagne de l'Est Joachim Dreifke | 7:12.22 | Finlande Pertti Karppinen | 7:15.53 | Union soviétique Mykola Dovhan | 7:20.23 |
| M2x          | Grande-Bretagne Chris Baillieu Michael Hart | 6:42.83 | Allemagne de l'Est Rüdiger Reiche Uli Schmied | 6:44.70 | Union soviétique Evgeni Shorniy Gennadi Korshikov | 6:45.93 |
| M4x          | Allemagne de l'Est Frank Dundr Martin Winter Karl-Heinz Bußert Wolfgang Güldenpfennig                                                                                   | 5:57.44 | Tchécoslovaquie Karel Černý Filip Koudela Zdeněk Pecka Václav Vochoska | 6:01.37 | Bulgarie Khristo Zhelev Lyubomir Petrov Bogdan Dobrev Eftim Stoyanov | 6:04.43 |
| M2-          | Union soviétique Aleksandr Kulagin Vitaliy Eliseyev | 7:06.19 | Grande-Bretagne Jim Clark John Roberts | 7:09.63 | Allemagne de l'Est Bernd Krauß Ortwin Rodewald | 7:13.36 |
| M4-          | Allemagne de l'Est Wolfgang Mager Stefan Semmler Andreas Decker Siegfried Brietzke                                                                                      | 6:16.73 | Nouvelle-Zélande Dave Rodger Des Lock Ivan Sutherland David Lindstrom | 6:19.14 | Tchécoslovaquie Pavel Konvička Josef Neštický Vlastimil Beránek Lubomír Zapletal                                                                                             | 6:21.10 |
| M2+          | Bulgarie Dimitar Yanakiev Todor Mrankov Stefan Stoykov (barreur) | 7:21.72 | Allemagne de l'Est Friedrich-Wilhelm Ulrich Harald Jährling Georg Spohr (barreur)                                                                                                 | 7:24.60 | Tchécoslovaquie Karel Mejta Karel Neffe Jiří Pták (barreur) | 7:28.72 |
| M4+          | Allemagne de l'Est Dieter Wendisch Walter Dießner Gottfried Döhn Ullrich Dießner Andreas Gregor (barreur)                                                               | 6:39.16 | Allemagne de l'Ouest Gabriel Konertz Wolfram Thiem Frank Schütze Klaus Meyer Helmut Sassenbach (barreur)                                                                          | 6:41.76 | Bulgarie Tsvetan Petkov Rumen Khristov Nasko Markov Ivan Botev Nenko Dobrev (barreur)                                                                                        | 6:49.63 |
| M8+          | Allemagne de l'Est Gerd Sredzki Bernd Lindner Frank Gottschalt Ulrich Kons Hans-Joachim Lück Bernd Frieberg Ulrich Karnatz Wolfgang Gunkel Frank Jahncke (barreur)      | 5:45.36 | Union soviétique Raul Arnemann Mikhail Kuznetsov Valeriy Dolinin Alexander Beljaev Anatoly Ivanov Vasily Potapov Aleksandr Klepikov Vladimir Eshinov Aleksandr Lukyanov (barreur) | 5:50.71 | Allemagne de l'Ouest Fritz Schuster Diethelm Maxrath Thomas Scholl Klaus Roloff Gerhard Reinert Winfried Ringwald Volker Sauer Wolf-Dieter Oschlies Hartmut Wenzel (barreur) | 5:52.83 |
| Poids légers | |         | |         | |         |
| LM1x         | Suisse Reto Wyss | 7:18.58 | Danemark Morten Espersen | 7:18.59 | États-Unis Lawrence Klecatsky | 7:19.28 |
| LM4-         | France André Picard Michel Picard André Coupat Francis Pelegri | 6:30.00 | Australie Colin Smith Peter Antonie Simon Gillett Geoffrey Rees | 6:31.44 | Pays-Bas Hans Lycklama Hans Povel Hans Pieterman Ge Schous | 6:34.11 |
| LM8+         | Grande-Bretagne Nigel Read Paul Stuart-Bennett Christopher George Stephen Simpole Colin Cusack Duncan Innes Daniel Topolski Christopher Drury Patrick Sweeney (barreur) | 5:57.37 | Espagne Antonio Elizalde Javier Puertas Dionisio Redondo Jose Mas Jose Marti Rafael Gomez Fernando Climent José Rojí Carmelo Lafuente (barreur)                                   | 5:57.44 | Australie Phillip Gardiner Malcolm Robertson Phillip Ainsworth Rodney Stewart Ian Porter Alan de Belin Richard Garrard John Hawkins David England (barreur)                  | 6:00.51 |

### Femmes
| Épreuves | Or | Or      | Argent | Argent  | Bronze | Bronze  |
| -------- | --- | ------- | --- | ------- | --- | ------- |
| W1x      | Allemagne de l'Est Christine Scheiblich | 3:34.31 | Bulgarie Iskra Velinova | 3:36.31 | Hongrie Mariann Ambrus | 3:37.27 |
| W2x      | Allemagne de l'Est Anke Borchmann Roswietha Zobelt | 3:16.83 | Bulgarie Svetla Otsetova Zdravka Yordanova | 3:20.04 | États-Unis Elizabeth Hills-O'Leary Lisa Hansen Stone                                                                                         | 3:22.48 |
| W4x+     | Allemagne de l'Est Sybille Tietze Viola Kowalschek Petra Boesler Sabine Gust Elke Rost (barreuse)                                                         | 3:10.11 | Roumanie Maria Mosneagu Felicia Afrăsiloaie Aneta Marin Veronica Juganaru Elena Giurcă (barreuse)                                                                           | 3:12.55 | Bulgarie Rositsa Spasova Anka Bakova Rumelyana Boncheva Penka Gotcheva Stanka Georgieva (barreuse)                                           | 3:16.21 |
| W2-      | Allemagne de l'Est Sabine Dähne Angelika Noack | 3:27.89 | Pays-Bas Karin Abma Joke Dierdorp | 3:30.54 | Canada Elizabeth Craig Susan Antoft | 3:32.89 |
| W4+      | Allemagne de l'Est Marion Rohs Ilona Richter Katja Rothe Bärbel Bendiks Marina Wilke (barreuse)                                                           | 3:20.59 | Union soviétique Raisa Tsarkova Valentina Alekseeva Sofia Shurkalova Nina Abramova Nina Frolova (barreuse)                                                                  | 3:23.14 | Roumanie Florica Zamfir Georgeta Militaru-Mașca Florica Silaghi Elena Avram Elena Giurcă (barreuse)                                          | 3:25.29 |
| W8+      | Allemagne de l'Est Cornelia Klier Ute Steindorf Gabriele Lohs Kersten Neisser Marita Sandig Andrea Kurth Bianka Schwede Karin Metze Sabine Heß (barreuse) | 3:00.23 | Union soviétique Olga Pivovarova Nina Antoniuk Tatyana Bunjak Nadezhda Dergatchenko Nataliya Horodilova Nina Umanets Maria Paziun Olga Krishevich Raisa Kirilova (barreuse) | 3:02.37 | Canada Joy Fera Christine Neuland Jacklin Kelly Nancy Higgins Dolores Young Tricia Smith Mazina Delure Carol Eastmore Ilona Smith (barreuse) | 3:05.72 |